# Sebastian Mrowka
Sebastian Mrowka (6 de mayo de 1992) es un deportista alemán que compitió en bobsleigh. Ganó una medalla de oro en el Campeonato Europeo de Bobsleigh de 2017, en la prueba cuádruple.

## Palmarés internacional
| Campeonato Europeo | Campeonato Europeo    | Campeonato Europeo | Campeonato Europeo |
| Año                | Lugar                 | Medalla            | Prueba             |
| ------------------ | --------------------- | ------------------ | ------------------ |
| 2017               | Winterberg (Alemania) | Medalla de oro     | Cuádruple          |